# 开原西站
开原西站位于中华人民共和国辽宁省铁岭市开原市八宝镇和顺村，由沈阳局集团沈阳车务段管辖，经过铁路有京哈高速铁路。

## 站场布局
开原西站站场规模为2台4线，侧式站台2座，正线和到发线各2条。
| 西↑ |      |                                                               |  |
|     | 侧式 |                                                               |  |
| 3道 | 2    | 到发线                                                        |  |
| Ⅰ道 | 无   | （铁岭西站） 京哈高速线 下行正线 往哈尔滨站方向（昌图西站）   |  |
| Ⅱ道 | 无   | （铁岭西站） 京哈高速线 上行正线 往北京朝阳站方向（昌图西站） |  |
| 4道 | 1    | 到发线                                                        |  |
|     | 侧式 |                                                               |  |
| 东↓ | 站房 |                                                               |  |

## 歷史
- 2012年12月1日启用。[2]

## 外部連結
- 中国铁路客户服务中心 （页面存档备份，存于）